# Musile di Piave
Musile di Piave est une commune italienne de la ville métropolitaine de Venise dans la région Vénétie en Italie.

## Géographie
Musile di Piave est située en plaine sur la rive droite du Piave, à environ vingt kilomètres de son embouchure. Une partie du territoire de la commune correspond à des marais asséchés.

## Histoire

### Préhistoire et Antiquité
Le site était occupé à l'époque protohistorique. On y a fouillé un sanctuaire vénète. Le culte de la déesse vénète à la clef est attesté par un disque de bronze du même type que ceux qu'on a découverts en d'autres endroits de la zone du Piave, à Montebelluna et à Ponzano Veneto.
À l'époque romaine, la Via Annia reliant Adria à Aquilée passait à cet endroit.

## Fêtes, foires

### Le pacte d’amitié
A une trentaine de kilomètres de Venise sont deux communes limitrophes et séparées par le fleuve Piave : San Donà di Piave et Musile di Piave. Aujourd’hui ce sont deux centres importants et florissants de la province de Venise. En effet, San Donà et Musile vivent d’agriculture et de commerce et comptent, respectivement, environ 35 000 et 10 000 habitants. Il y a sept siècles, cependant, en plein Moyen Âge, c’étaient deux petites communautés d’une zone marécageuse, un agrégat de chaumières autour de leurs églises et de leurs saints patrons. Le « pacte d’amitié » entre les deux communautés remonte à cette période lointaine, où se mêlent les faits historiques et la légende. 
Le fleuve Piave changea son parcours de façon naturelle, en 1258 selon l’historien Plateo, en 1383 selon d’autres savants. Ce fut un événement si extraordinaire que les limites territoriaux durent être modifiées. Or l’église de San Donato (Saint Dieudonné) marquait la limite entre deux diocèses : celui du patriarche d’Aquilée d’un côté, de l’évêque de Torcello (Venise) de l’autre. La petite église, qui se trouvait auparavant du côté gauche du fleuve Piave, et donc du côté de San Donà di Piave, était maintenant du côté droit du fleuve, dans le territoire de Musile di Piave. 
Le village de San Donà (qui n’est que la forme tronquée de San Donato) se retrouvait ainsi privé de son identité, puisque l’église vouée à son saint patron était désormais de l’autre côté du fleuve. D’où le compromis : le nom de San Donato resterait au centre actuel  de San Donà, tandis que Musile garderait le droit de faire la traditionnelle fête paroissiale en honneur du saint patron. La population ("bagauda") de San Donà devrait récompenser celle de Musile pour les siècles à venir, en offrant deux chapons vivants, gros et succulents (gallos eviratos duos) le 7 août de chaque année. 
Une municipalité gardait le nom, l’autre les deux chapons. Celle-ci est la synthèse du "pacte d’amitié" historique et légendaire entre les deux communes. Tous les ans, le 7 août, le paiement du tribut se répète de la part du maire de San Donà au maire de Musile. 
L’usage a été rétabli dans une cérémonie enrichie avec beaucoup d’attention aux détails historiques sous le patronage des deux mairies et de la Région Vénétie.

## Administration
| Période                                  | Période | Identité | Étiquette | Qualité |
| ---------------------------------------- | ------- | -------- | --------- | ------- |
|                                          |         |          |           |         |
| Les données manquantes sont à compléter. |         |          |           |         |

### Hameaux
Capo d'Argine, Caposile, Croce, Lazzaretto, Millepertiche, Trezze

### Communes limitrophes
Fossalta di Piave, Jesolo, Meolo, Quarto d'Altino, San Donà di Piave, Venise

### Évolution démographique
Habitants recensés